# Acacia Creek
Acacia Creek ist ein kleiner ländlicher Ort in New South Wales, Australien. 2021 wurden 30 Einwohner verzeichnet. Der Ort gehört zur Local Government Area Tenterfield Shire.

## Geographie
Acacia Creek liegt direkt an der Grenze zu Queensland. Die nächstgelegenen Orte sind auch jenseits der Grenze: Killarney liegt sechs Kilometer nördlich, Warwick rund 40 Kilometer nordwestlich.
Mit 5 Einwohnern/km² ist Acacia Greek sehr dünn besiedelt.

## Demographie
Von den 30 Einwohnern besaßen 2021 28 die australische Staatsangehörigkeit. Acht Personen im Ort waren Aborigines (26,67 %), womit deren Zahl über dem Landesschnitt von 2,92 % liegt.
Das Medianalter lag bei 53 Jahren. Das mittlere Einkommen pro Person betrug 575 Australische Dollar, das mittlere Haushaltseinkommen lag bei 949 AUD, womit es zu den niedrigeren Haushaltseinkommen im landesweiten Vergleich (1746 AUD) zählt.